# Liste des sites mégalithiques en Irlande
Cet article est une liste non exhaustive de sites mégalithiques encore visibles sur l'île d'Irlande.

## Carte
Localisation des principaux sites mégalithiques en Irlande
| : Complexe mégalithique · : Alignement, Henge · : Dolmen, Menhir, Tumulus |

## Inventaire
| Nom                                       | Type                  | Pays            | Comté       | Notes                                                                                        | Coordonnées | Image |
| ----------------------------------------- | --------------------- | --------------- | ----------- | -------------------------------------------------------------------------------------------- | ----------- | ----- |
| Tombe d'Aghanaglack                       | Tombe à couloir       | Irlande du Nord | Fermanagh   |                                                                                              |             |       |
| Dolmen de Annadorn (en)                   | Tombe à couloir       | Irlande du Nord | Down        |                                                                                              |             |       |
| Anneau du Géant                           | Henge                 | Irlande du Nord | Down        |                                                                                              |             |       |
| Ardgroom (en)                             | Cromlech              | Irlande         | Cork        |                                                                                              |             |       |
| Allée couverte d'Audleystown (en)         | Allée couverte        | Irlande du Nord | Down        |                                                                                              |             |       |
| Aughlish (en)                             | Cromlechs             | Irlande du Nord | Londonderry |                                                                                              |             |       |
| Tombe de Ballinran (en)                   | Tombe à couloir       | Irlande du Nord | Down        |                                                                                              |             |       |
| Tombe de Ballyalton (en)                  | Tombe à couloir       | Irlande du Nord | Down        |                                                                                              |             |       |
| Dolmen de Ballykeel (en)                  | Dolmen                | Irlande du Nord | Armagh      |                                                                                              |             |       |
| Dolmen de Ballylumford (en)               | Dolmen                | Irlande du Nord | Antrim      |                                                                                              |             |       |
| Cromlech de Ballynoe (en)                 | Cromlech              | Irlande du Nord | Down        |                                                                                              |             |       |
| Beaghmore (en)                            | Complexe mégalithique | Irlande du Nord | Tyrone      | Plusieurs cromlechs, alignements et cairns                                                   |             |       |
| Beenalaght (en)                           | Alignement            | Irlande         | Cork        |                                                                                              |             |       |
| Cromlech de Beltany (en)                  | Henge                 | Irlande         | Donegal     |                                                                                              |             |       |
| Cromlech de Bocan (en)                    | Cromlech              | Irlande         | Donegal     |                                                                                              |             |       |
| Bohonagh (en)                             | Cromlech              | Irlande         | Cork        |                                                                                              |             |       |
| Dolmen de Brownshill                      | Dolmen                | Irlande         | Carlow      |                                                                                              |             |       |
| Brú na Bóinne                             | Complexe mégalithique | Irlande         | Meath       | Ensemble de tumulus, de mégalithes et d'enclos : Dowth, Newgrange, Knowth, Fournocks et Tara |             |       |
| Carnfree (en)                             | Menhirs               | Irlande         | Roscommon   |                                                                                              |             |       |
| Carrigagulla                              | Complexe mégalithique | Irlande         | Cork        | Comprend deux cromlechs, deux alignements et une pierre oghamique                            |             |       |
| Cimetière mégalithique de Carrowkeel (en) | Tombes à couloir      | Irlande         | Sligo       | 14 tombes à couloir et cairns                                                                |             |       |
| Carrowmore                                | Tombes à couloir      | Irlande         | Sligo       | Environ 30 tombes à couloir et cairns                                                        |             |       |
| Pierre de Castlestrange (en)              | Menhir                | Irlande         | Roscommon   |                                                                                              |             |       |
| Cloghanmore (en)                          | Tombe à chambre       | Irlande         | Donegal     |                                                                                              |             |       |
| Cohaw (en)                                | Tombe à chambre       | Irlande         | Cavan       |                                                                                              |             |       |
| Menhir de Coolnagarrane                   | Menhir                | Irlande         | Cork        |                                                                                              |             |       |
| Corick (en)                               | Cromlechs             | Irlande du Nord | Londonderry |                                                                                              |             |       |
| Dolmen de Craigs (en)                     | Tombe à chambre       | Irlande du Nord | Antrim      |                                                                                              |             |       |
| Cairn de Dooey (en)                       | Tombe à couloir       | Irlande du Nord | Antrim      |                                                                                              |             |       |
| Dowth                                     | Tombe à chambre       | Irlande         | Meath       | Fait partie de Brú na Bóinne                                                                 |             |       |
| Cromlech de Drombeg                       | Cromlech              | Irlande         | Cork        |                                                                                              |             |       |
| Cromlech de Drumskinny (en)               | Cromlech              | Irlande du Nord | Fermanagh   |                                                                                              |             |       |
| Eagle's Knoll Cairn                       | Tombe à couloir       | Irlande du Nord | Fermanagh   |                                                                                              |             |       |
| Eightercua (en)                           | Alignement            | Irlande         | Kerry       |                                                                                              |             |       |
| Faulagh (en)                              | Site mégalithique     | Irlande         | Mayo        |                                                                                              |             |       |
| Gartnanoul (en)                           | Tombe à chambre       | Irlande         | Cavan       |                                                                                              |             |       |
| Glantane East (en)                        | Complexe mégalithique | Irlande         | Cork        |                                                                                              |             |       |
| Dolmen de Goward (en)                     | Dolmen                | Irlande du Nord | Down        |                                                                                              |             |       |
| Cromlech de Grange (en)                   | Henge                 | Irlande         | Limerick    |                                                                                              |             |       |
| Kilclooney More (en)                      | Dolmens               | Irlande         | Donegal     |                                                                                              |             |       |
| Kilmashogue (en)                          | Complexe mégalithique | Irlande         | Dublin      |                                                                                              |             |       |
| Knocknakilla                              | Complexe mégalithique | Irlande         | Cork        |                                                                                              |             |       |
| Knowth                                    | Tombe à chambre       | Irlande         | Meath       | Fait partie de Brú na Bóinne                                                                 |             |       |
| Tombe de Labbacallee (en)                 | Allée couverte        | Irlande         | Cork        |                                                                                              |             |       |
| Dolmen de Legananny (en)                  | Dolmen                | Irlande du Nord | Down        |                                                                                              |             |       |
| Lia Fáil                                  | Menhir                | Irlande         | Meath       |                                                                                              |             |       |
| Listoghil (en)                            | Monument mégalithique | Irlande         | Sligo       | Fait partie de Carrowmore                                                                    |             |       |
| Loughcrew                                 | Complexe mégalithique | Irlande         | Meath       | Ensemble d'une vingtaine de tombes sous tumulus                                              |             |       |
| Meabh's Cairn                             | Cairn                 | Irlande         | Sligo       |                                                                                              |             |       |
| Dolmen de Meehambee (en)                  | Dolmen                | Irlande         | Roscommon   |                                                                                              |             |       |
| Cairn de Moylehid                         | Cairn                 | Irlande du Nord | Fermanagh   |                                                                                              |             |       |
| Newgrange                                 | Tombe à chambre       | Irlande         | Meath       | Fait partie de Brú na Bóinne                                                                 |             |       |
| The Pillar Stone                          | Menhir                | Irlande         | Limerick    |                                                                                              |             |       |
| Dolmen de Poulnabrone                     | Dolmen                | Irlande         | Clare       |                                                                                              |             |       |
| Menhir de Punchestown                     | Menhir                | Irlande         | Kildare     | Plus haut menhir d'Irlande                                                                   |             |       |
| Dolmen de Slidderyford (en)               | Dolmen                | Irlande du Nord | Down        |                                                                                              |             |       |
| Cromlech de Templebryan (en)              | Cromlech              | Irlande         | Cork        |                                                                                              |             |       |
| Tibradden (en)                            | Tombe à chambre       | Irlande         | Dublin      |                                                                                              |             |       |
| Tombe de Townleyhall (en)                 | Tombe à chambre       | Irlande         | Louth       | Fait partie de Brú na Bóinne                                                                 |             |       |
| Pierre de Turoe (en)                      | Menhir                | Irlande         | Galway      |                                                                                              |             |       |
| Cromlech d'Uragh (en)                     | Cromlech              | Irlande         | Kerry       |                                                                                              |             |       |